# Albion Motors

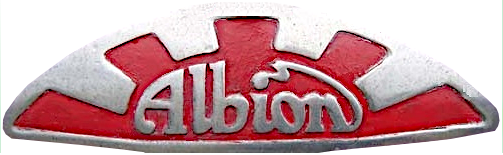
Sunrise logo

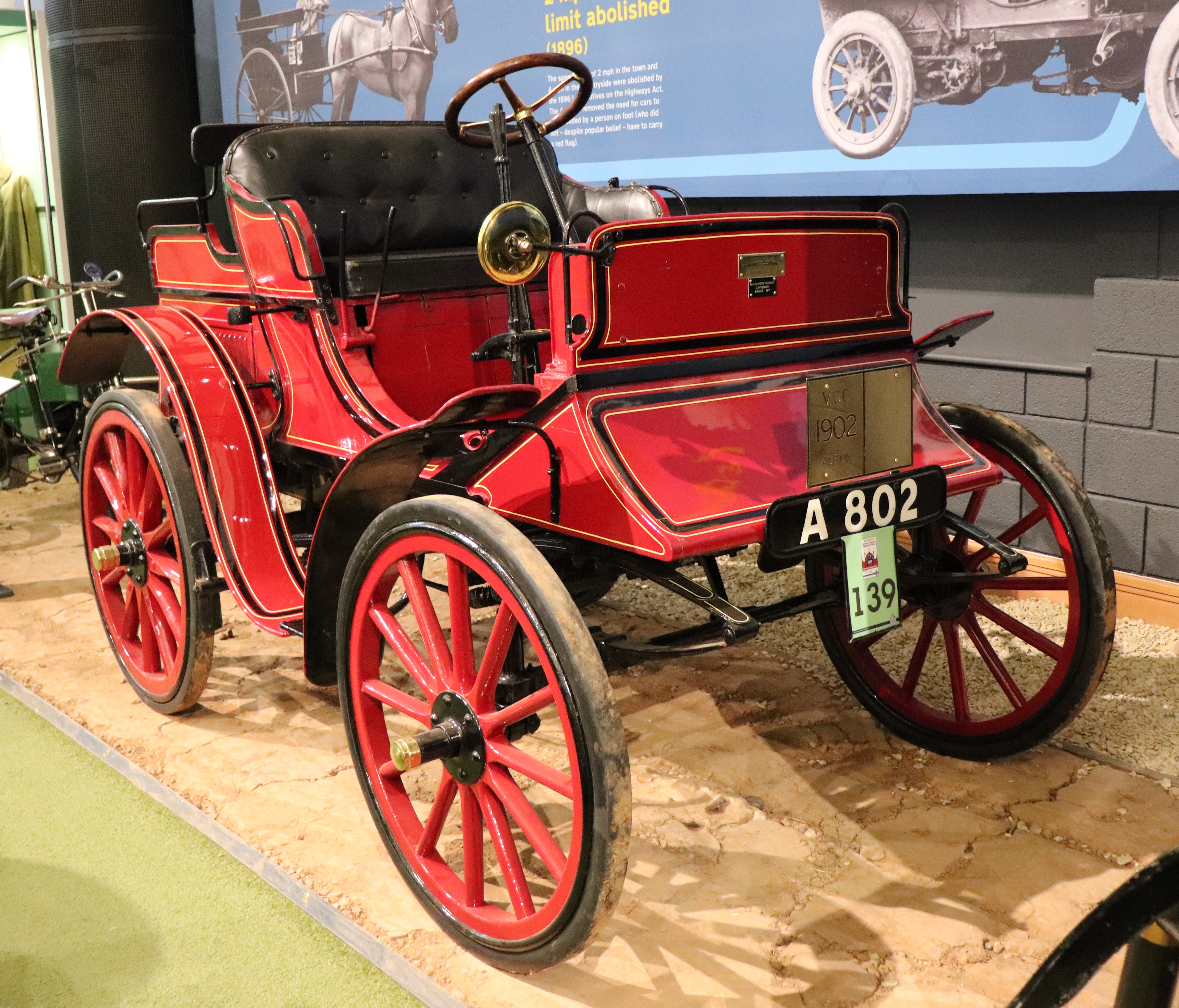
Albion A1 uit 1902

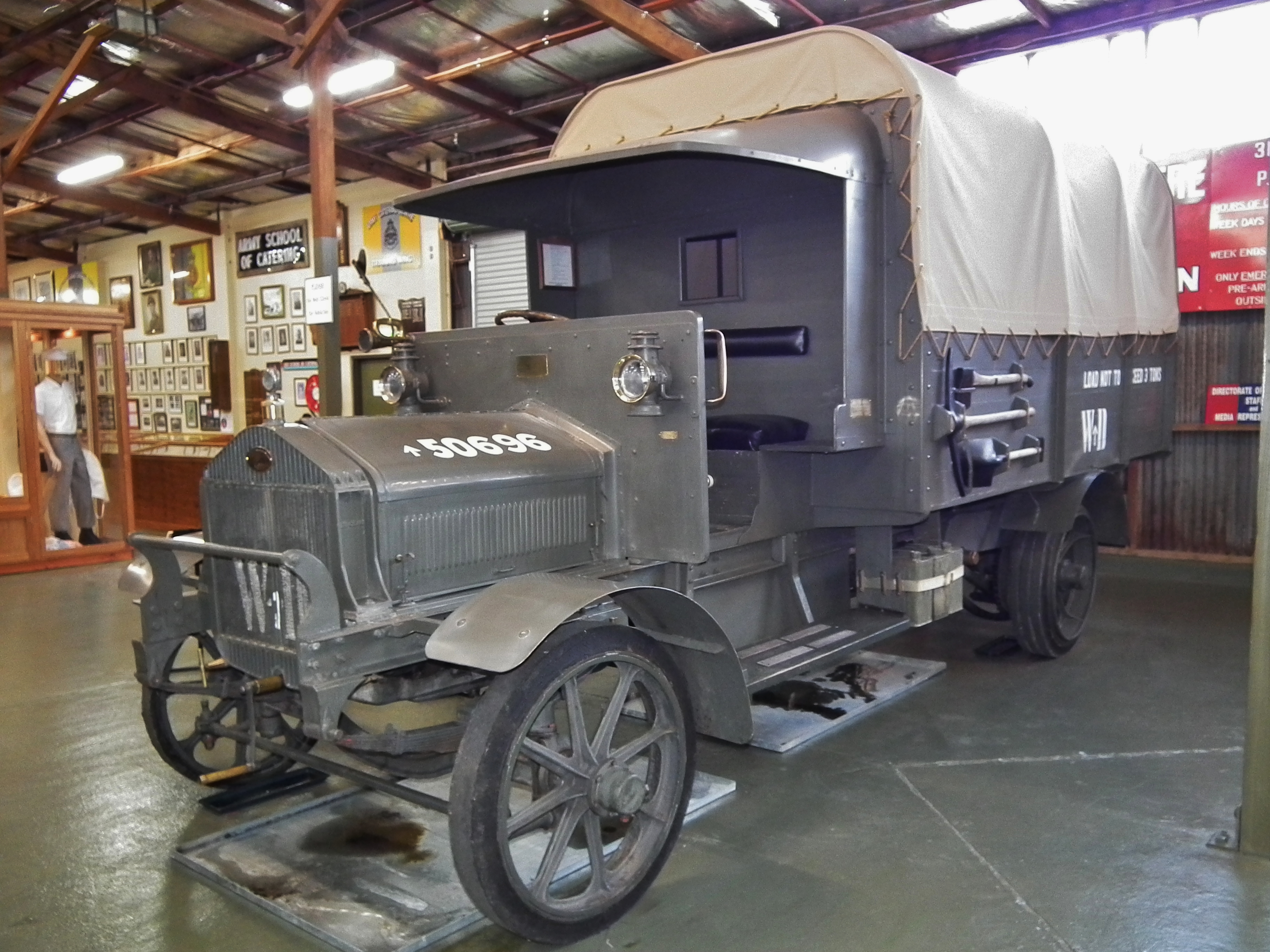
Albion A10 drietonner uit 1916

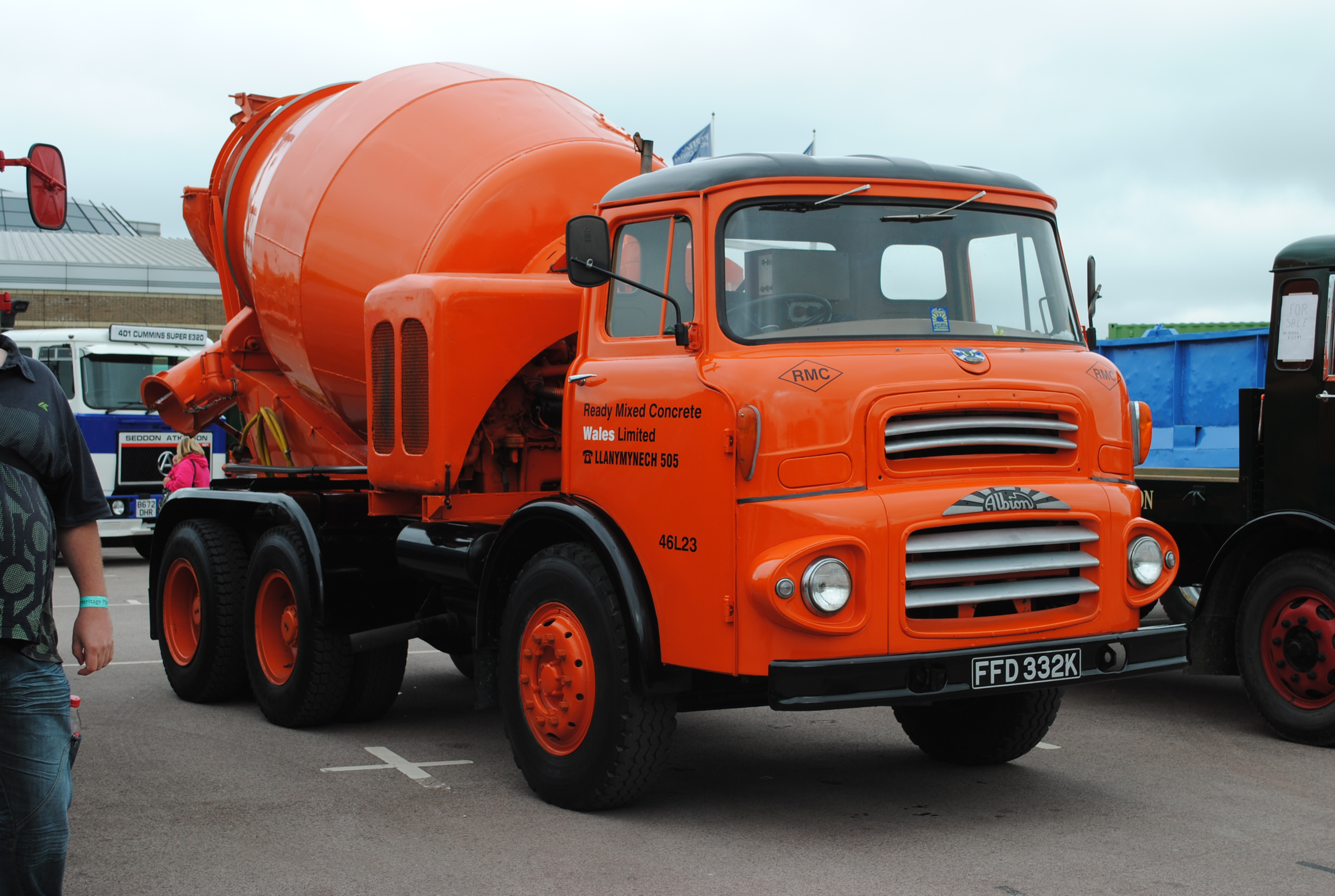
Albion Retriever met betonmixer

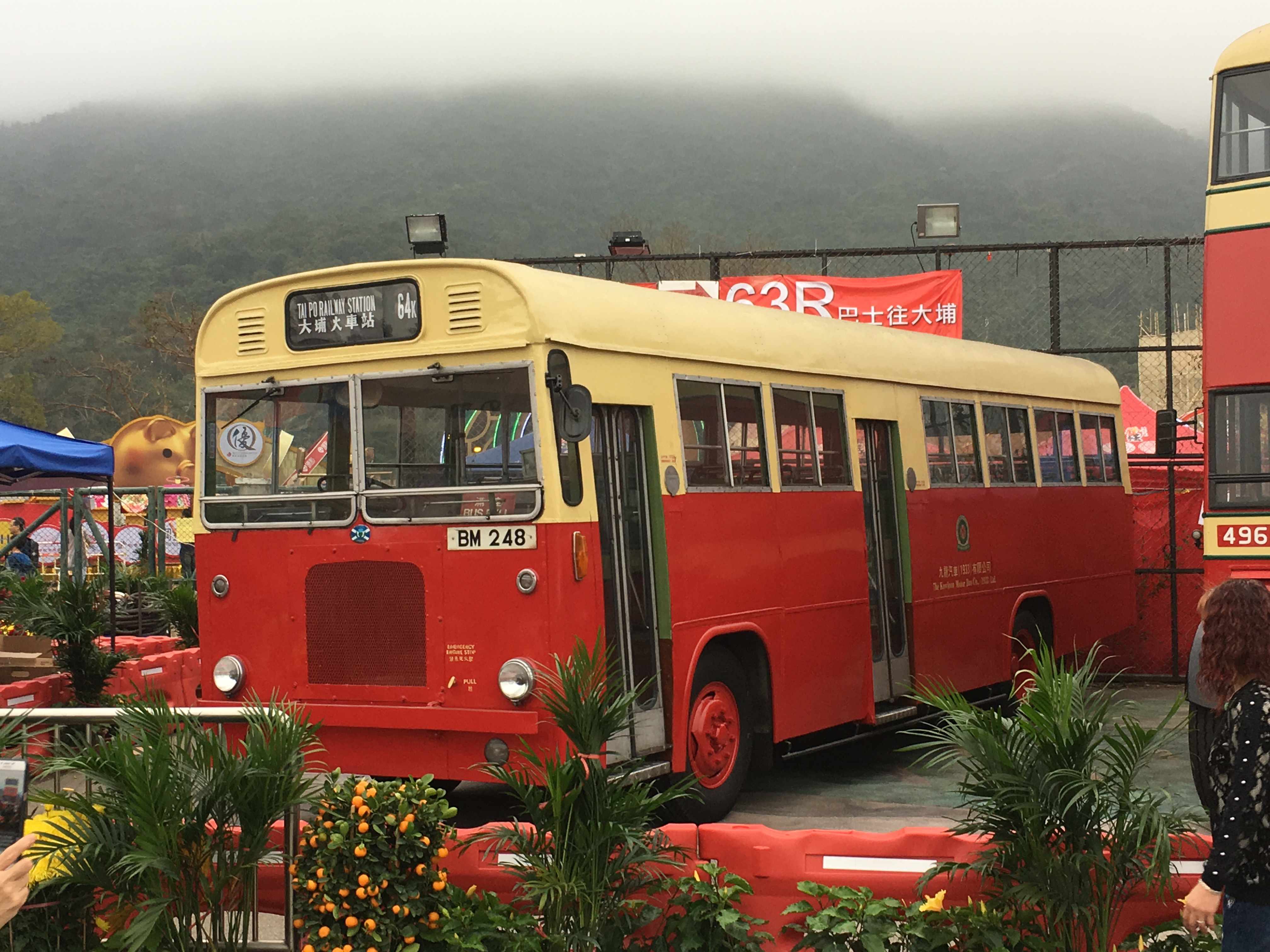
Albion Viking

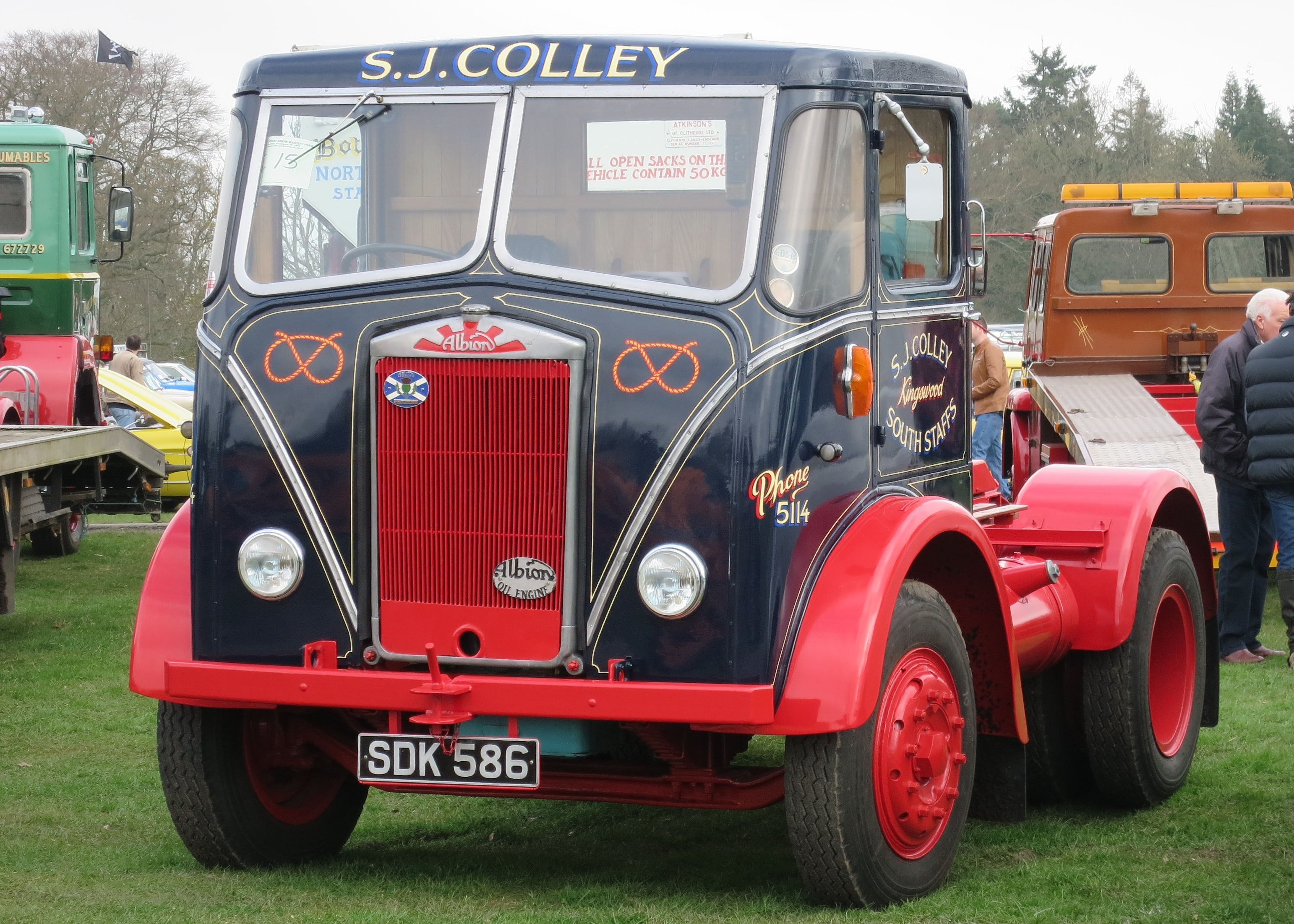
Albion Clydesdale trekker

Albion Motors was een Schotse fabrikant van aanvankelijk personenwagens, maar al snel werd de focus verlegd naar vrachtwagens. Het bedrijf was actief tussen 1899 en 1951. In 1951 werd het overgenomen door Leyland Motors. De productie ging door en tot 1972 werden de voertuigen verkocht onder de merknaam Albion en daarna als Leyland. De productie van voertuigen in de voormalige Albion-fabriek in het Scotstoun in Glasgow ging door tot 1980.

## Geschiedenis

### Oprichting
Het bedrijf werd in 1899 opgericht en kreeg de naam Albion Motor Car Company Ltd.. Thomas Blackwood Murray (1871-1929) en Norman Osborne Fulton (1872-1935), die allebei hadden gewerkt bij de Schotse autofabrikant Arrol-Johnston, waren de oprichters. De fabriek was oorspronkelijk gevestigd op de eerste verdieping van een gebouw aan Finneston Street 169 in Glasgow en had slechts zeven werknemers. In 1903 was het personeelsbestand gegroeid naar 68 en verhuisde het bedrijf naar een nieuw en veel groter pand in de wijk Scotstoun, dicht bij een spoorwegstation en diverse toeleveranciers.
In 1900 werd de eerste personenwagen geproduceerd. Het had een kleine tweecilinder motor met een vermogen van 8 pk en massieve rubberbanden. In 1903 volgde een auto met een vergelijkbare motor een 16 pk motor en in 1906 werd een viercilinder motor van 24 pk gemonteerd. In 1915 werd de productie gestaakt en besloot de directie door te gaan met alleen vrachtwagens.

### Focus op vrachtwagens
In 1906 was reeds een voorzichtig begin gemaakt met het maken van vrachtwagens. De marktvooruitzichten waren destijds beter dan voor personenwagens en in 1909 besloot de directie minder aandacht te besteden aan de personenwagens. In de Eerste Wereldoorlog leverde het ongeveer 8000 vrachtwagens met een laadvermogen van drie ton aan het Britse leger. Dit voertuig had een motor met een vermogen van 32 pk en de achterwielen werden aangedreven met kettingen. Naast vrachtwagens werden ook autobussen gemaakt, hiervoor werd aanvankelijk een chassis van een vrachtwagen gebruikt. Vanaf 1923 maakt het ook speciale chassis voor de bussen, deze kon 16 tot 23 passagiers meenemen afhankelijk van de opbouw.
Na de oorlog zakte de verkopen van vrachtwagens in. Het leger verkocht het overschot aan voertuigen, waardoor de vraag naar nieuwe wagens inzakte. De overheid kwam met een subsidieprogramma om de ergste nood te verzachten, maar het aantal wagenfabrikanten in Schotland daalde van ongeveer 70 voor de oorlog naar vijf, waaronder Albion.
In 1920 had het bedrijf al 1150 arbeiders in dienst. Ze maakten in totaal 1506 chassis in dat jaar hetgeen resulteerde in een nettowinst van 65.122 pond sterling. Het was nog altijd een kleine fabrikant en leverde veel vrachtwagens die op specifieke eisen van de klant werden gemaakt. Grotere fabrikanten richtten zich meer op lichtere vrachtwagens, waardoor Albion zich in toenemende mate ging richten op zwaardere modellen.
In 1921 zakte de verkopen in naar 166 chassis als een gevolg van een economische recessie. Na een aantal moeilijk jaren was in 1928 dit weer gestegen naar 1658 voertuigen en telde het bedrijf weer 1733 arbeiders. In 1929 overleed mede-oprichter Thomas Murray.
In april 1931 werd de naam gewijzigd in Albion Motors Ltd, en kregen de voertuigen het Sunrise-embleem. Albion was een klein bedrijf, maar maakte heel veel onderdelen zelf, waaronder het chassis, motoren en versnellingsbakken. Pas bij de opkomst van de dieselmotor in de jaren 30 werd de eigen motorenfabriek afgeschaald. In 1932 werd de eerste Gardner-dieselmotor gemonteerd in een Albion-vrachtwagen en kwam de eerste dubbeldeksbus op de markt. De laatste dubbeldekker kwam in 1961 op de markt, de Lowlander.
De verkopen vonden plaats in de fabriek, maar Albion het had ook diverse vestigingen in het land voor de verkoop en onderhoud. Ongeveer een kwart van de verkopen ging via onafhankelijke dealers, die ook andere merken verkochten. Tussen de jaren 1920 en 1950 ging ongeveer de helft van de productie naar buitenlandse markten, vooral Britse koloniën en in het bijzonder India.
De verschuiving naar zwaardere modellen ging door. Tot de jaren 30 was de drietonner zeer gewild, maar er kwamen nieuwe modellen met een laadvermogen van vier tot zes ton. In 1937 kwam het eerste chassis geschikt voor zeven à acht ton op de markt en Albion verkocht zelfs vrachtwagens tot 15 ton. In 1936 werden 4051 voertuigen afgeleverd en realiseerde het een nettowinst van £ 147.392. Tijdens de oorlog werd alle capaciteit benut voor voertuigen voor het Britse leger, zoals de Albion CX22S, een zware artillerietrekker.

### Overname door Leyland Motors
In 1951 werd Albion overgenomen door Leyland Motors. Leyland ging in 1968 op in British Leyland Motor Corporation. Op dat moment had Albion een vrachtwagentype, Clydesdale, en een bus, Viking, in productie. De naam Albion werd vanaf 1972 niet meer gebruikt, de productie ging door in dezelfde fabriek, maar de vrachtwagens en autobussen werden verkocht met de merknaam Leyland. In 1980 werd de voertuigproductie in de voormalige Albion-fabriek gestaakt en verhuisde naar de British Leyland fabriek in Bathgate, maar de productie van onderdelen ging door.
In 1986 kwam de fabriek in Scotstoun in handen van Leyland DAF. In 1993 ging de laatste failliet en een deel van de productie ging over naar een nieuw bedrijf Albion Automotive. Dit laatste bedrijf werd in 1998 gekocht door American Axle & Manufacturing Company uit Detroit, een fabrikant van assen, aandrijflijnen, krukassen, chassis en chassiscomponenten. Op 4 oktober 2024 ging de fabriek in Glasgow dicht waarbij ongeveer 100 banen verloren gingen.

## Archief
In Biggar, raadsgebied South Lanarkshire, is veel archiefmateriaal van Albion verzameld. Hier zijn folders, foto’s, technische handboeken en dergelijke in te zien.

## Naslagwerk
- (en)  Milligan, Paul Albion of Scotstoun, uitgever: Albion Vehicle Preservation Trust ISBN 9780953594603 (1999)